# Greenock Morton F.C.
Greenock Morton Football Club (eller Morton F. C.) er en skotsk fodboldklub hjemmehørende i havnebyen Greenock nordvest for Glasgow. Klubben kendes også under kælenavnene The Ton og The Dockers. Klubben spiller i den næstebedste skotske række Scottish Championship. 
Klubben er grundlagt i 1874 under navnet Morton Football Club og er en af Skotlands ældste fodboldklubber. Klubben skiftede navn i 1994 til det nuværende for at understrege båndene til hjembyen. Klubben har generelt tilhørt gruppen af betydningsfulde fodboldklubber, men en økonomisk krise fra omkring år 2000 sparkede klubben ud i en sportslig rutchetur, der for første gang bragte den helt ned i den skotske 3. division. Men efter atter at have fået styr på økonomien er den sportslige succes på vej tilbage og fra og med sæsonen 2007 har klubben spillet i Skotlands næstbedste række.
En hel del danske spillere har spillet i Greenock Morton F.C., der i 1970'erne gik under betegnelsen danskerklubben. Erik Lykke Sørensen var også manager et enkelt år (1974-75) efter at han indstillede sin aktive karriere.

## Danske spillere
- Erik Lykke Sørensen
- Flemming Nielsen
- Jørn Sørensen
- Børge Thorup
- Leif Nielsen
- Preben Arentoft
- Carl Bertelsen
- Kai Johansen
- Per Bartram
- Kenneth Skovdam
- Gert Christensen